# Oblast de Kharkiv
L’oblast de Kharkiv (en ukrainien : Харківська область, Kharkivs'ka oblast) est une subdivision administrative de l’Ukraine. Sa capitale est la ville de Kharkiv. Elle compte 2,5 millions d'habitants en 2023.

## Géographie
Située dans la partie orientale de l'Ukraine, l'oblast de Kharkiv couvre une superficie de 31 415 km2, ce qui en fait la quatrième plus vaste oblast d'Ukraine. Elle est bordée au nord par l'oblast de Soumy et la fédération de Russie, à l'est par l'oblast de Louhansk, au sud par les oblasts de Donetsk et de Dnipropetrovsk, et à l'ouest par l'oblast de Poltava.
L'oblast appartient à deux bassins hydrographiques distincts : celui du fleuve Don, via la rivière Donets au nord-est, et celui du fleuve Dniepr à l'ouest et au sud-ouest, via les rivières Vorskla et Oril. La ligne de partage des eaux entre ces deux bassins fluviaux passe par cet oblast.

### Nature
Il abrite le parc national de Dvoritchna et le parc national de l'Ukraine slobodienne, le parc naturel national de la forêt de Homilsha. Le zoo de Kharkiv dans la ville.

## Histoire
Durant les fréquentes guerres avec l'Empire ottoman, le Fort Saint-Pierre fut construit à proximité.
L'oblast de Kharkiv est fondée le 27 février 1932 comme subdivision administrative de la république socialiste soviétique d'Ukraine.
Le 24 février 2022, lorsque les forces russes envahissent l'Ukraine, le territoire de l'oblast de Kharkiv devient le théâtre de combats (Bataille de Kharkiv, Attaque de l'aéroport de Tchouhouïv, Bataille de Tchouhouïv, Bataille d'Izioum). Une partie de l'oblast est alors sous occupation militaire russe jusqu'à l'offensive Ukrainienne de Kharkiv en septembre 2022 qui a libéré la majeure partie du territoire occupé par la Russie.
Le 10 mai 2024, les troupes russes ont lancé une nouvelle offensive dans le nord de la région de Kharkiv, au cours de laquelle elles ont réoccupé plusieurs localités au nord de Lyptsi et Vovtchansk.

## Population

### Démographie
Recensements (*) ou estimations de la population :
| 1959*     | 1970*     | 1979*     | 1989*     |
| --------- | --------- | --------- | --------- |
| 2 520 129 | 2 826 122 | 3 055 655 | 3 195 046 |

| 2001*     | 2012      | 2013      | 2014      |
| --------- | --------- | --------- | --------- |
| 2 914 212 | 2 742 180 | 2 744 419 | 2 737 242 |

| 2015      | 2021      | 2022      | 2023      |
| --------- | --------- | --------- | --------- |
| 2 731 302 | 2 633 834 | 2 596 250 | 2 557 900 |

| Année | Population | Naissances annuelles | Décès annuels | Solde naturel annuel | Taux de natalité (‰) | Taux de mortalité (‰) | Solde naturel (‰) | Indice de fécondité |
| ----- | ---------- | -------------------- | ------------- | -------------------- | -------------------- | --------------------- | ----------------- | ------------------- |
| 1990  | 3 196 600  | 36 308               | 40 885        | -4 577               | 11,4                 | 12,8                  | -1,4              | 1,58                |
| 1991  | 3 194 800  | 34 675               | 43 808        | -9 133               | 10,8                 | 13,7                  | -2,9              | 1,52                |
| 1992  | 3 188 600  | 31 277               | 44 422        | -13 145              | 9,8                  | 13,9                  | -4,1              | 1,39                |
| 1993  | 3 182 100  | 28 270               | 47 788        | -19 518              | 8,9                  | 15,1                  | -6,2              | 1,27                |
| 1994  | 3 158 200  | 26 069               | 49 987        | -23 918              | 8,3                  | 15,9                  | -7,6              | 1,19                |
| 1995  | 3 123 300  | 24 840               | 51 231        | -26 391              | 8,0                  | 16,5                  | -8,5              | 1,14                |
| 1996  | 3 087 800  | 23 396               | 48 700        | -25 304              | 7,6                  | 15,9                  | -8,3              | 1,09                |
| 1997  | 3 053 900  | 22 192               | 47 817        | -25 625              | 7,3                  | 15,7                  | -8,4              | 1,04                |
| 1998  | 3 022 700  | 21 384               | 44 823        | -23 439              | 7,1                  | 14,9                  | -7,8              | 1,00                |
| 1999  | 2 994 500  | 19 845               | 46 579        | -26 734              | 6,7                  | 15,6                  | -8,9              | 0,93                |
| 2000  | 2 965 900  | 19 939               | 48 468        | -28 529              | 6,8                  | 16,4                  | -9,6              | 0,93                |
| 2001  | 2 937 300  | 19 514               | 45 829        | -26 315              | 6,7                  | 15,7                  | -9,0              | 0,91                |
| 2002  | 2 914 212  | 20 679               | 46 454        | -25 775              | 7,1                  | 16,0                  | -8,9              | 0,93                |
| 2003  | 2 887 897  | 21 510               | 47 765        | -25 255              | 7,5                  | 16,3                  | -8,8              | 0,97                |
| 2004  | 2 866 695  | 22 782               | 46 778        | -23 996              | 8,0                  | 16,4                  | -8,4              | 1,02                |
| 2005  | 2 848 347  | 22 451               | 46 941        | -24 490              | 7,9                  | 16,5                  | -8,6              | 1,03                |
| 2006  | 2 829 016  | 24 025               | 45 496        | -21 471              | 8,5                  | 16,1                  | -7,6              | 1,06                |
| 2007  | 2 812 131  | 25 269               | 45 512        | -20 243              | 9,0                  | 16,2                  | -7,2              | 1,12                |
| 2008  | 2 795 919  | 27 207               | 45 109        | -17 902              | 9,8                  | 16,2                  | -6,4              | 1,20                |
| 2009  | 2 782 422  | 27 226               | 42 544        | -15 318              | 9,8                  | 15,3                  | -5,5              | 1,25                |
| 2010  | 2 769 089  | 26 286               | 42 106        | -15 280              | 9,5                  | 15,2                  | -5,7              | 1,24                |
| 2011  | 2 755 108  | 26 317               | 40 079        | -13 762              | 9,6                  | 14,6                  | -5,0              | 1,25                |
| 2012  | 2 742 180  | 27 244               | 40 130        | -12 886              | 9,9                  | 14,6                  | -4,7              | 1,32                |
| 2013  | 2 744 419  | 26 700               | 39 465        | -12 765              | 9,7                  | 14,4                  | -4,7              | 1,32                |
| 2014  | 2 737 242  | 27 690               | 41 891        | -14 201              | 10,1                 | 15,3                  | -5,2              | 1,39                |
| 2015  | 2 731 302  | 24 939               | 42 606        | -17 667              | 9,2                  | 15,6                  | -6,4              | 1,29                |
| 2016  | 2 718 616  | 24 404               | 42 229        | -18 225              | 9,0                  | 15,6                  | -6,6              | 1,27                |
| 2017  | 2 701 188  | 21 631               | 40 881        | -19 250              | 8,0                  | 15,1                  | -7,1              | 1,17                |
| 2018  | 2 694 007  | 19 657               | 42 600        | -22 943              | 7,3                  | 15,9                  | -8,6              | 1,08                |

### Structure par âge
0-14 ans : 13,8 %  (hommes 189 976/femmes 178 392)
15-64 ans : 69,3 %  (hommes 893 617/femmes 949 068)
65 ans et plus : 16,9 %  (hommes 149 025/femmes 299 884) (2019 officiel)

### Age médian
total : 41,6 ans 
homme : 38,3 ans 
femme : 45,0 ans  (2019 officiel)

### Nationalités
Selon le recensement ukrainien de 2001, les principales nationalités de l'oblast étaient :
- Ukrainiens : 70,7 %
- Russes : 25,6 %
- Biélorusses : 0,5 %
- Juifs : 0,4 %

### Langues maternelles
Selon le recensement ukrainien de 2001, les principales langues maternelles de l'oblast étaient :
- ukrainien : 53,8 %
- russe : 44,3 %
- autres langues : 1,3 %

### Villes
L'oblast compte trois villes de plus de 50 000 habitants : Kharkiv (1 452 256 habitants en 2010), Lozova (59 470) et Izioum (52 821).

## Administration politique

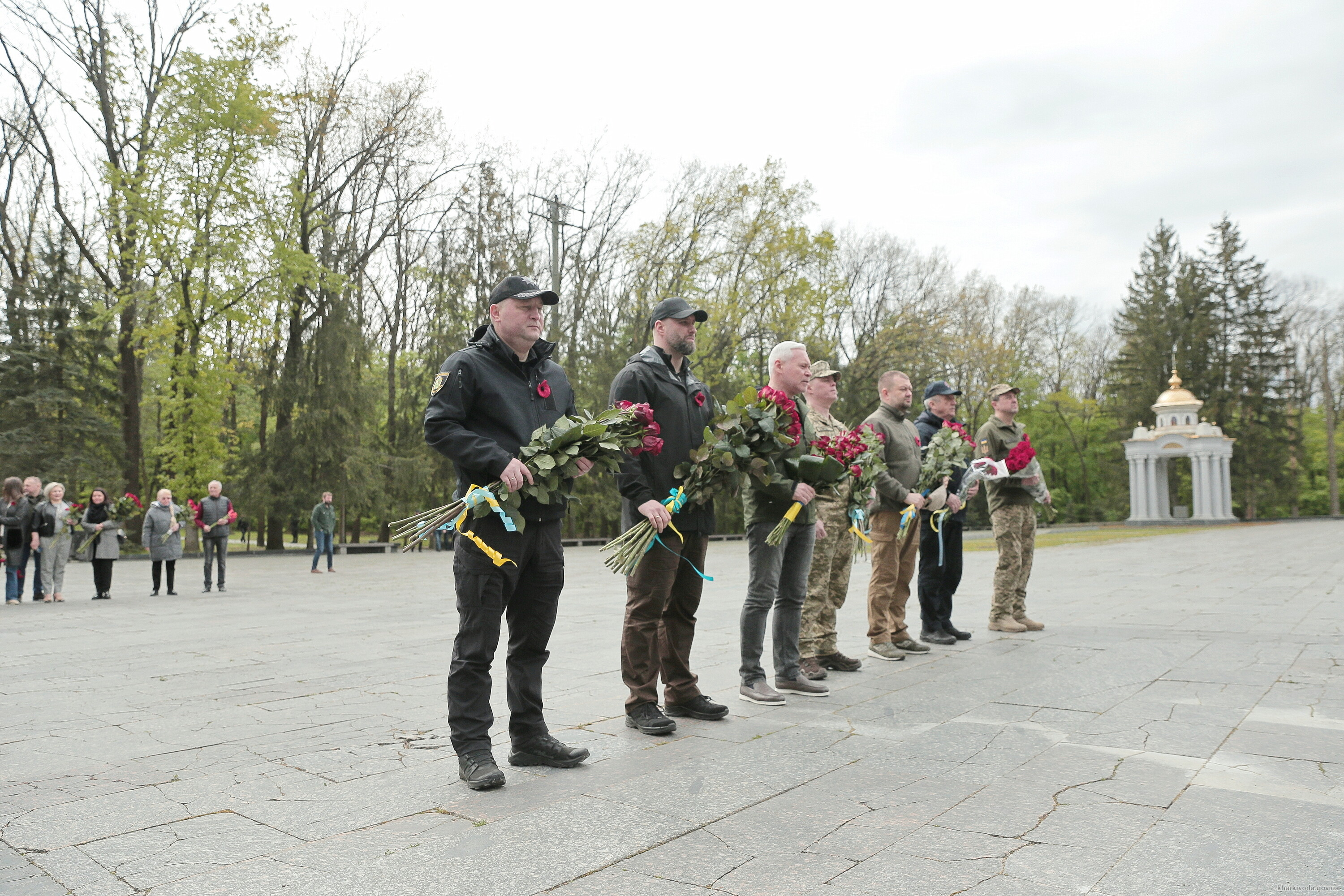
Le 8 mai 2023 lors du Jour de la réconciliation et de la mémoire au Mémorial de la gloire à Kharkiv avec Volodymyr Tymochko chef de la police de l'oblast, Ihor Terekhov le maire, Oleksandr Kouts chef des services de sécurité, Oleh Syniehoubov le gouverneur, Oleksandr Filtchakov chef des services d'urgence, Oleksandr Volobouïev chef de la protection civile.

### Gouverneurs

#### Président du comité exécutif
- Vasyl Kuzmenko (1932 - 1933)
- Illya Shelekhes (1933 - 1934)
- Ivan Fedyayev (1934 - 1935)
- Grygoriy Pryadchenko (1935 - 1937)
- Mykola Prokopenko (1937 - 1938)
- Grygoriy Butenko (1938 - 1940)
- Petro Svynarenko (1940 - 1942)
- Occupation nazie de l'Ukraine (1941 - 1944)
- Fedir Artem (Intérim) (1942 - 1943)
- Dmytro Zhila (1943)
- Ivan Voloshyn (1943 - 1954)
- Dmytro Pisnyachevsky (1954 - 1963)
- Kostyantyn Trusov (1963 - 1964)
- Dmytro Pisnyachevsky (1964 - 1968)
- Andriy Bezditko (1968 - 1983)
- Oleksandr Maselsky (1983 - 1992)

#### Représentant du président
- Oleksandr Maselsky (1992 - 1994)

#### Président du comité exécutif
- Oleksandr Maselsky (1994 - 1995)

#### Gouverneur
- Oleksandr Maselsky (7 juillet 1995 - 12 avril 1996)
- Oleh Dyomin (1996 - 2000)
- Yevhen Kouchnaryov (27 octobre 2000 - 17 décembre 2004)
- Stepan Maselsky (2004 - 2005)
- Arsen Avakov (4 février 2005 - 5 février 2010)
- Volodymyr Babayev (Intérim) (2010)
- Mikhaïl Dobkine (10 mars 2010 - 2 mars 2014)
- Ihor Balouta (2 mars 2014 - 3 février 2015)
- Ihor Raïnine (3 février 2015 - 29 août 2016)
- Ioulia Svitlytchna (15 octobre 2016 - 6 novembre 2019)
- Oleksiy Koutcher (6 novembre 2019 - 27 novembre 2020)
- Aïna Tymtchouk (27 novembre 2020 - 11 août 2021)
- Oleksandr Skakoun (Intérim) (11 août 2021 - 24 décembre 2021)
- Oleh Syniehoubov (24 décembre 2021 - aujourd'hui)

## Économie
La production d'énergie avec la centrale thermique de Zmievska et celle de Kharkiv TEC-5.

### Santé
- Hôpital psychiatrique de Kharkiv.